# Jaime de Barros Câmara
Jaime de Barros Câmara (3 de julio de 1894-18 de febrero de 1971) fue un cardenal brasileño de la Iglesia católica. Se desempeñó como arzobispo de São Sebastião do Rio de Janeiro de 1943 a 1971, y fue elevado al cardenalato en 1946 por el papa Pío XII.

## Biografía
Nacido en San José, Jaime de Barros Câmara estudió en el seminario de San Leopoldo antes de ser ordenado sacerdote por el arzobispo Joaquim Domingues de Oliveira el 1 de enero de 1920. Después de hacer pastoral en Florianópolis hasta 1935, fue nombrado rector del seminario de esa misma ciudad. Câmara fue elevado al rango de Chambelán Privado de Su Santidad el 18 de abril de 1935.
El 19 de diciembre de 1935, Câmara fue nombrado primer obispo de Mossoró por el Papa Pío XI. Recibió su consagración episcopal el 2 de febrero de 1936 de manos del arzobispo Domingues de Oliveira, con los obispos Pio de Freitas Silveira, CM, y Daniel Hostin, OFM, como co-consagradores. Câmara fue posteriormente nombrado arzobispo de Belém do Pará el 15 de septiembre de 1941 y arzobispo de São Sebastião do Rio de Janeiro el 3 de julio de 1943.
El Papa Pío XII lo nombró Cardenal Presbítero de Santos Bonifacio y Alejo en el consistorio del 18 de febrero de 1946. Câmara fue nombrado primer obispo del Ordinariato Militar Católico de Brasil el 6 de noviembre de 1950 (cargo al que renunció el 9 de noviembre de 1963) y el primer Ordinario de los católicos orientales en Brasil el 14 de noviembre de 1951. El Cardenal asistió a la primera conferencia general de la Conferencia Episcopal Latinoamericana en 1955, se desempeñó como Presidente de la Conferencia Episcopal Brasileña de 1958 a 1963 y participó en el cónclave de 1958 . De 1962 a 1965 asistió al Concilio Vaticano II, durante el cual se desempeñó como cardenal elector en el cónclave papal de 1963 que eligió al Papa Pablo VI . Junto con Lawrence Shehan, ayudó a Leo Joseph Suenens a entregar uno de los mensajes de clausura del Concilio entregados por los cardenales el 8 de diciembre de 1965. 
Durante su mandato como arzobispo de Río de Janeiro, Câmara pronunció una condena televisada del comunismo . También se opuso al juego y al popular líder religioso brasileño, Alziro Zarur .
El Cardenal luego del golpe de Estado de 31 de marzo de 1964, se manifestó a favor de la ruptura del orden constitucional, inclusive reivindicando el castigo de los ¨culpables¨. http://memoria.bn.br/DocReader/DocReader.aspx?bib=028274_01&pagfis=13911. El 18 de febrero de 1971, el cardenal Câmara murió mientras se encontraba en la ciudad de Aparecida, a los 76 años. Está enterrado en la Catedral de Río de Janeiro.